# Saint-Samson (Morbihan)
Saint-Samson is een plaats en voormalige gemeente in de Franse gemeente Rohan in het departement Morbihan in de regio Bretagne.
Saint-Samson ligt ten noorden van het stadscentrum van Rohan aan de Oust, die hier samenvalt met het Kanaal Nantes-Brest.

## Geschiedenis
Op 1 juni 1974 ging Saint-Samson samen met de gemeente Saint-Gouvry op in de gemeente Rohan in een fusion-association. Dit hield in dat Saint-Samson als commune associée nog enige mate van zelfstandigheid behield. Per 1 juli 1994 werd deze status opgeheven en werden de voormalige gemeenten geheel in Rohan opgenomen.

## Erfgoed
De Saint-Samsonkerk is de parochiekerk van Saint-Samson. De neogotische kerk werd ingewijd in 1904 en werd gebouwd op de plaats van een eerdere, vijftiende-eeuwse kerk. In de nieuwe kerk zijn de vijftiende-eeuwse doopvonten bewaard.